# Athletic Club 2005-2006
La pagina racchiude la rosa dell'Athletic Club nella stagione 2005-06

## Rosa
| N. |                   | Ruolo | Calciatore         |
| -- | ----------------- | ----- | ------------------ |
| 1  | Spagna (bandiera) | P     | Iñaki Lafuente     |
| 2  | Spagna (bandiera) | D     | Unai Expósito      |
| 3  | Spagna (bandiera) | D     | Javier Casas       |
| 4  | Spagna (bandiera) | D     | Aitor Karanka      |
| 5  | Spagna (bandiera) | D     | Felipe Guréndez    |
| 6  | Spagna (bandiera) | D     | Endika Bordas      |
| 7  | Spagna (bandiera) | C     | Tiko               |
| 8  | Spagna (bandiera) | C     | Julen Guerrero     |
| 9  | Spagna (bandiera) | A     | Fernando Llorente  |
| 10 | Spagna (bandiera) | C     | Francisco Yeste    |
| 11 | Spagna (bandiera) | C     | Javier González    |
| 12 | Spagna (bandiera) | D     | Jesús María Lacruz |
| 13 | Spagna (bandiera) | P     | Daniel Aranzubía   |
| 14 | Spagna (bandiera) | D     | Luis Prieto        |
| 15 | Spagna (bandiera) | D     | Andoni Iraola      |

| N. |                   | Ruolo | Calciatore          |
| -- | ----------------- | ----- | ------------------- |
| 16 | Spagna (bandiera) | C     | Javi González       |
| 16 | Spagna (bandiera) | C     | Pablo Orbaiz        |
| 17 | Spagna (bandiera) | A     | Joseba Etxeberria   |
| 18 | Spagna (bandiera) | D     | Carlos Gurpegi      |
| 19 | Spagna (bandiera) | D     | Ander Murillo       |
| 20 | Spagna (bandiera) | A     | Ismael Urzaiz       |
| 21 | Spagna (bandiera) | D     | Francisco Tarantino |
| 22 | Spagna (bandiera) | C     | Ibon Gutiérrez      |
| 23 | Spagna (bandiera) | A     | Aritz Aduriz        |
| 24 | Spagna (bandiera) | C     | Javi Martínez       |
| 25 | Spagna (bandiera) | P     | Miguel Escalona     |
| 29 | Spagna (bandiera) | D     | Ustaritz            |
| 30 | Spagna (bandiera) | D     | Fernando Amorebieta |
| 38 | Spagna (bandiera) | A     | Mikel Dañobeitia    |
| 48 | Spagna (bandiera) | A     | Urko Arroyo         |

### Staff tecnico
- Allenatore:  José Luis Mendilibar, esonerato alla 13ª giornata, a cui subentra  Javier Clemente

Come da politica societaria la squadra è composta interamente da giocatori nati in una delle sette province di Euskal Herria o cresciuti calcisticamente nel vivaio di società basche.

### Statistiche
- 38: Iraola
- 36: Prieto, Orbaiz
- 35: Yeste
- 30: Lacruz, Gurpegi
- 29: Etxeberria
- 28: Tiko
- 26: Murillo, Urzaiz
- 24: Expósito, Casas
- 22: Llorente, Dañobeitia
- 20: Lafuente
- 18: Aranzubia
- 17: Guerrero, Ustaritz
- 15: Aduriz, Amorebieta
- 6: Ibon
- 5: Javi González
- 3: Tarantino
- 2: Endika
- 1: Felipe, Urko
- 0: Karanka, Escalona

- 6: Aduriz
- 4: Yeste, Prieto, Etxeberria
- 3: Lacruz, Iraola, Orbaiz, Urzaiz
- 2: Casas, Llorente, Gurpegi
- 1: Felipe, Tiko, Dañobeitia

## Vittorie e piazzamenti
- Primera División: 12°.
- Copa del Rey: Dopo aver eliminato sia Real Irun (risultato 1-0), che L´Hospitalet (3-1), i baschi vengono eliminati negli ottavi di finale dal Real Madrid (doppia sconfitta per 0-1 e 4-0).
- Coppa Intertoto: L'eliminazione arriva al primo turno per mano dell'Ecomax. Sconfitta di misura all'andata (1-0), la formazione vince con lo stesso risultato in casa, soccombendo però ai rigori per 3-5.